# 천연색
천연색(天然色) 또는 내추럴 컬러(natural color)란 1920년대에서 1930년대 초에 걸쳐, 흑백 또는 착색 매체와 대비되는 표현으로서 완전 컬러 매체를 가리킨 표현이다.
내추럴 컬러는 영화 초창기부터 1920년대 후반, 1930년대 초반에 색을 입힌 영화나 채색된 영화가 아니라 실제로 컬러 이미지를 촬영하는 컬러 필름 과정으로 사용된 용어였다. 최초의 천연색 공정은 1900년대와 1910년대에 있었고 두 가지 색상 추가 색상 프로세스 또는 빨강 및 녹색 누락 기본 색상 파란색이었으며 시간의 추가 프로세스 중 하나는 키네마컬러(Kinemacolor)였다. 1920년대까지 감법 색상(Subtractive color)은 테크니컬러(Technicolor), 프리즈마(Prizma) 및 멀티컬러(Multicolor)와 같은 공정에서 주로 사용되었지만 멀티컬러는 1920년대 후반에는 거의 사용되지 않았고 테크니컬러가 대부분 사용되었다. 가법 색상(additive color)과 감법 색상의 차이점은 가법 색상 필름에는 필름의 두 가지 구성 요소인 녹색 레코드와 빨간색 레코드를 동시에 투사할 수 있는 특수 프로젝터가 필요하다는 것이다. 그러나 가법 방식은 특별한 영사기가 필요하지 않았고, 두 장의 필름이 화학적으로 함께 형성되어 하나의 필름 스트립에 투사되었다.
감법 색상을 사용한 최초의 영화 중 하나는 큐피드 앵글링(Cupid Angling, 1918)이라는 제목의 무성 영화였다. 1932년 월트 디즈니는 빨강, 초록, 파랑 색 프로세스(테크니컬러)를 사용한 최초의 영화인 꽃과 나무를 만들었다. 3년 후, 전체를 3색 테크니컬러로 촬영한 최초의 장편 영화는 베키 샤프였다.